# بهضميات
البهضميات (الاسم العلمي: Megatheria) هي تحت رتبة من الحيوانات تتبع رتيبة الكسلانيات من رتبة الثدييات المشعرة.

## التصنيف
- البهضمينات
  - عظيمات المخالب
    - الكسلان ثنائي الأصابع